# Compresibilidad

Animación: compresibilidad de un gas a temperatura constante.

La compresibilidad es una  propiedad de la materia a la cual hace que todos los cuerpos disminuyan el volumen al someterlos a una presión o compresión determinada, manteniendo constantes otros parámetros.

## Compresibilidad en sólidos, líquidos y gases
En general para un sistema estable, la compresibilidad es un número positivo, lo que significa que cuando se aumenta la presión sobre el sistema, este disminuye su volumen. El caso contrario se puede observar en sistemas inestables por ejemplo en un sistema químico cuando la presión inicia una explosión. Los sólidos a nivel molecular son muy difíciles de comprimir, ya que las moléculas que tienen los sólidos se encuentran más unidas, unas a otras y existe poco espacio libre entre ellas como para acercarlas sin que aparezcan fuerzas de repulsión fuertes. Esta situación contrasta con la de los gases los cuales tienen sus moléculas muy separadas y que en general son altamente compresibles bajo condiciones de presión y temperatura normales. Los líquidos, bajo condiciones de temperatura y presión normales, son también bastante difíciles de comprimir aunque presenta una pequeña compresibilidad mayor que la de los sólidos.

## Compresibilidad en termodinámica
En termodinámica se define la compresibilidad de un sistema termodinámico como el cambio relativo de volumen frente a una variación de la presión. En principio la magnitud de la compresibilidad depende de las condiciones bajo las cuales se lleva a cabo la compresión o descompresión del sistema, por lo que a menos que se especifique el modo en que se lleva a cabo esa operación la compresibilidad de un valor u otro según las cantidades de calor intercambiadas con el exterior. Debido a esa dependencia de la compresibilidad de las condiciones se distingue entre la compresibilidad isoterma y la compresibilidad adiabática.

### Compresibilidad isoterma
Es una medida de la compresibilidad de un cuerpo o sistema termodinámico cuando se somete a un proceso termodinámico de transformación cuasiestática de presión mientras su temperatura se mantiene constante y uniforme, viene dada por (en la notación española suele representarse como {\displaystyle k_{T}}, pero no confundir con el módulo de compresibilidad isotermo {\displaystyle {\frac {1}{k_{T}}}}) :

{\displaystyle \beta _{T}=-{\frac {1}{V}}\left({\frac {\partial V}{\partial p}}\right)_{T}}

En un proceso de variación de presión a temperatura constante, el cuerpo habrá intercambiado una cierta cantidad de calor con el exterior por lo que su energía total, que puede obtenerse como suma del trabajo realizado sobre el cuerpo y del calor intercambiado por el mismo no permanecerá constante.

### Compresibilidad adiabática
Es una medida de la compresibilidad de un cuerpo o sistema termodinámico cuando se somete a una transformación cuasiestática de presión en condiciones de aislamiento térmico perfecto, viene dada por (en la notación española suele representarse como {\displaystyle k_{S}}, pero no confundir con el módulo de compresibilidad adiabático {\displaystyle {\frac {1}{k_{S}}}}) :

{\displaystyle \beta _{S}=-{\frac {1}{V}}\left({\frac {\partial V}{\partial p}}\right)_{S}}

En un proceso adiabático de variación de presión, el cuerpo experimentará algún cambio de temperatura.
Todos los fluidos son compresibles, incluyendo los líquidos. Cuando estos cambios de volumen son demasiado grandes se opta por considerar el flujo como compresible (que muestran una variación significativa de la densidad como resultado de fluir), esto sucede cuando la velocidad del flujo es cercano a la velocidad del sonido. Estos cambios suelen suceder principalmente en los gases ya que para alcanzar estas velocidades de flujo en líquidos, se precisa de presiones del orden de 1000 atmósferas, en cambio un gas sólo precisa una relación de presiones de 2:1 para alcanzar velocidades sónicas. La compresibilidad de un flujo es básicamente una medida en el cambio de la densidad. Los gases son en general muy compresibles, en cambio, la mayoría de los líquidos tienen una compresibilidad muy baja. Por ejemplo, una presión de 500 kPa provoca un cambio de densidad en el agua de solamente 0,024% (a temperatura ambiente). En cambio, esta misma presión aplicada al aire provoca un cambio de densidad de 250%. Por esto normalmente al estudio de los flujos compresibles se le conoce como dinámica de gases, siendo esta una nueva rama de la mecánica de fluidos, la cual describe estos flujos.
En un flujo usualmente hay cambios en la presión, asociados con cambios en la velocidad. En general, estos cambios de presión inducirán a cambios de densidad, los cuales influyen en el flujo, si estos cambios son importantes los cambios de temperatura presentados son apreciables. Aunque los cambios de densidad en un flujo pueden ser muy importantes hay una gran cantidad de situaciones de importancia práctica en los que estos cambios son despreciables.
El flujo de un fluido compresible se rige por la primera ley de la termodinámica en los balances de energía y con la segunda ley de la termodinámica, que relaciona la transferencia de calor y la irreversibilidad con la entropía. El flujo es afectado por efectos cinéticos y dinámicos, descritos por las leyes de Newton, en un marco de referencia inercial –aquel donde las leyes de Newton son aplicables-. Además, el flujo cumple con los requerimientos de conservación de masa. Es sabido que muchas propiedades, tales como la velocidad del fluido en un tubo, no son uniformes a lo largo de la corriente.